# منتخب الفلبين للكريكت
منتخب الفلبين للكريكت (بالإنجليزية: Philippines national cricket team)‏ هو ممثل الفلبين الرسمي في المنافسات الدولية في الكريكت
.